# Lampe éternelle
« Ner Tamid » redirige ici.  Pour la communauté en Galice, voir Ner Tamid (communauté).

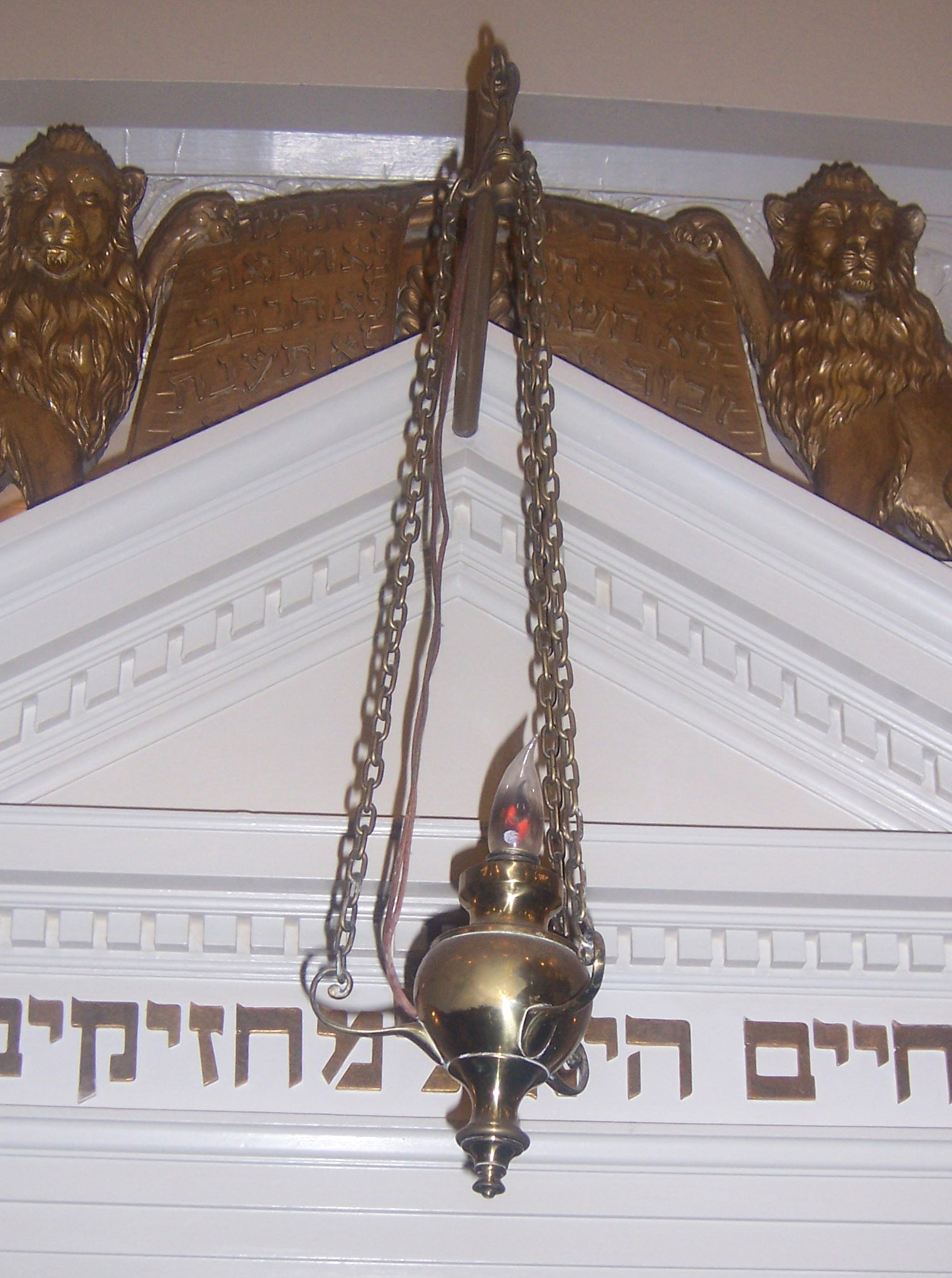
Lampe éternelle dans une synagogue devant l'arche sainte

Une lampe éternelle, dite aussi lampe perpétuelle, est une lampe qui brûle continument dans les lieux de culte juifs ou chrétiens. Comme souvent dans la filiation entre les religions juive et chrétienne, les chrétiens ont gardé le symbole en en réinterprétant sa signification.

## La tradition juive
La lampe éternelle (en hébreu ner tamid (נר תמיד)) brûle dans toutes les synagogues comme elle brûlait dans le Temple de Jérusalem, car il est dit dans Exode 27:20-21 : « Pour toi, tu ordonneras aux enfants d'Israël de te choisir une huile pure d'olives concassées, pour le luminaire, afin d'alimenter les lampes en permanence. C'est dans la Tente d'assignation, en dehors du voile qui abrite le Statut, qu'Aaron et ses fils les disposeront, pour brûler du soir jusqu'au matin en présence du Seigneur : règle invariable pour leurs générations, à observer par les enfants d'Israël. » Elle rappelle la menorah qui portait cette lampe et elle signifie la présence éternelle de Dieu. Toutefois, aujourd'hui, l'électricité  remplace l'huile d'olive.

## La tradition chrétienne
Dans les Églises catholique et orthodoxe, on trouve aussi une lampe éternelle qui symbolise la présence du Christ.
Il est attribué à Cassiodore la création d'une lampe perpétuelle. Or Cassidore dément lui-même cette qualification « d’éternelle », précisant simplement que « ces lampes conservaient longtemps, prolixe, et non perpétuellement la lumière, en se fournissant elles-mêmes l’huile »,. L'extrapolation quant à cette invention amène à la croyance en des lampes inextinguibles.